# Итальянско-украинские отношения
Украинско-итальянские отношения — двусторонние отношения между Украиной и Италией в области международной политики, экономики, образования, науки, культуры и тому подобному.
Италия признала независимость Украины 28 декабря 1991 года, дипломатические отношения между двумя странами были установлены 29 января 1992 года. В 1993 году в Риме Украина открыла посольство. Посольство Италии на Украине Италия открыла в Киеве.
По состоянию на август 2013 года договорно-правовая база украинско-итальянских отношений насчитывает 32 документа, регулирующих двусторонние отношения в почти всех областях. Основным документом является «Договор о дружбе и сотрудничестве между Украиной и Итальянской Республикой».

## История

### В период Украинской Народной Республики и Украинской державы

Лютеранская улица — в доме №26 (располагался напротив дома «плачущей вдовы») в период УНР и Украинской державы находилось Консульство Италии в Киеве. Здание не пережило Вторую мировую войну

Первые официальные контакты между Украиной и Италией произошли в период Украинской Народной Республики. К моменту её провозглашения на территории Украины продолжало функционировать генеральное консульство Италии в Одессе, а также консульства в Киеве, Николаеве и Бердянске, основанные ещё в период Российской империи. Помимо этого, из занятой в ноябре 1917 года большевиками Ставки Верховного главнокомандующего в Киев прибыла Итальянская военная миссия. По прибытии возглавлявший её генерал Ромеи, в числе прочих глав военных миссий государств Антанты, выразил готовность помочь УНР людьми, оружием и финансами для содержания фронта против Центральных держав, а 9 ноября 1917 года её офицеры присутствовали на Софийской площади Киева во время торжественного оглашения III Универсала, которым Центральная рада провозгласила автономную УНР в составе демократической России. После подписания Брестского мира с Центральными державами УНР предприняла попытку установления полноценных дипломатических отношений с Королевством Италия — 26 апреля 1918 года председатель Совета народных министров УНР Всеволод Голубович обратился к председателю Совета министров Королевства Италия Витторио Орландо с предложением «в деле укрепления приятельских уз назначить своего представителя при королевском правительстве Италии ... члена Украинской Центральной рады господина Николая Шрага», однако ни при Центральной раде, ни при Украинской державе гетмана Скоропадского он к обязанностям не преступил. Уже летом 1918 года германско-австро-венгерское военное руководство, чьи войска к тому моменту заняли Украину, начало оказывать давление на дипломатических представителей стран-участниц Антанты — итальянский консул был выдворен из Бердянска, его коллега в Киеве утратил полномочия и остался в городе как частное лицо, генеральный консул в Одессе и консульский агент в Николаеве свободно выехали с Украины по итогам переговоров между представителем Совета министров Украинской державы Сергеем Гербелем и австро-венгерским командованием. Только в ноябре 1918 года итальянскому консулу в Киеве предоставили разрешение на возобновление деятельности. Однако после прихода к власти на Украине Директории Украинской Народной Республики и возобновления боевых действий с большевиками итальянские дипломаты уже сами инициировали эвакуацию «итальянской колонии» из Киева. В её рамках секретарь итальянского консульства был официально принят премьер-министром восстановленной УНР Владимиром Чеховским. 

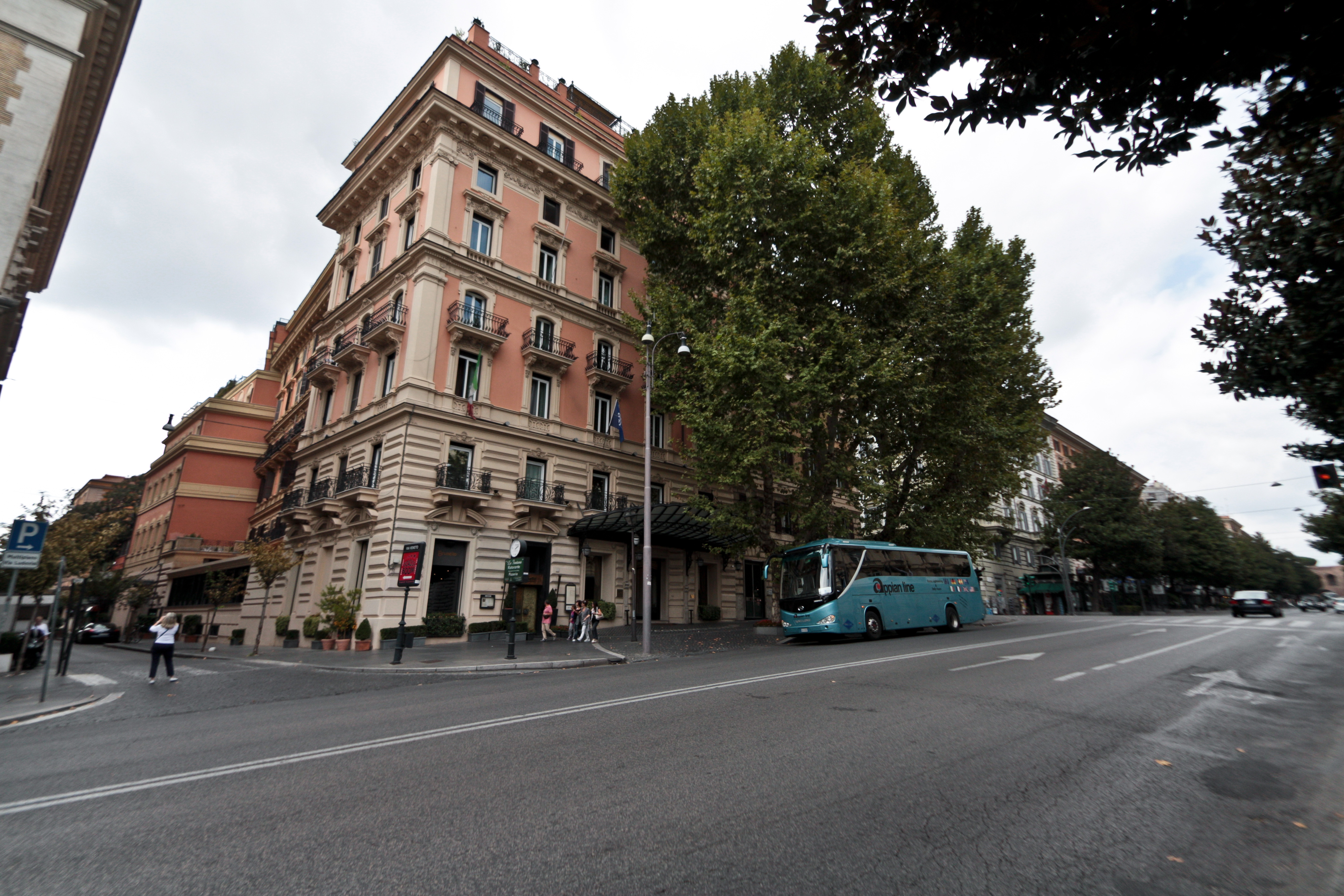
Отель «Regina» — место расположения дипломатической миссии УНР в 1919—1921 годах. Италия, Рим, Виа Витторио-Венето, 72

В 1919 году Директория УНР предприняла повторную попытку установления полноценных дипломатических отношений с Итальянским королевством — 5 мая в Рим прибыла украинская миссия во главе с и. о. её главы Василием Мазуренко. Миссия направилась в Италию воспользовавшись визами выданными итальянским консулом в Киеве, но без соответствующего разрешения итальянского правительства, чем вызвала крайне негативную реакцию Министерства иностранных дел Италии. Кроме того, противодействие созданию украинского дипломатического представительства оказывал ряд иностранных структур в Италии, появившихся там ранее: Польский национальный комитет, бывшее Российское посольство, представительства Колчака и Деникина, Центральный комитет галичан-русофилов. В итоге, разрешив остаться в Риме отдельным членам украинской миссии, итальянские власти запретили её деятельность как таковой. Тем не менее, несмотря на официальный запрет, итальянские чиновники начали устанавливать контакты с временным руководителем украинской миссии:
- Через 3 дня после своего прибытия в Рим Мазуренко был принят министром общественных работ Италии Иваноэ Бономи, который во время встречи пообещал походатайствовать об организации аудиенции с министром иностранных дел. Аналогичную просьбу главе МИДа Италии направил и секретарь итальянского парламента Гульельми[5].
- 15 мая временный руководитель украинской миссии был принят заместителем министра иностранных дел Италии Бораселли, исполнявшим в тот момент обязанности министра, который подробно расспросил украинского представителя про дела на Украине, принял меморандум украинской стороны, пообещал оказать поддержку перед Правительством Италии и содействовать переезду в Рим главы дипломатической миссии Украины Дмитрия Антоновича[5].
- По просьбе крайне симпатизировавшего Украине депутата Биссолати 27 мая и.о. главы миссии УНР был принят заместителем премьер-министра Италии Колозиумо, который во время аудиенции выразил поддержку независимости Украины и посоветовал завязать контакты с местной прессой и коммерческими кругами[5].
- Последовав совету Колозиумо Мазуренко отправился в Брешиа, где выступил перед промышленниками, которые хотели наладить торговые отношения с Украиной[5].

Подобная активность Василия Мазуренка вызвала реакцию пророссийских сил в итальянском правительстве. Он был вызван директором Политического департамента МИДа Италии Мандзони, который в присутствии бывшего итальянского консула в Одессе Майони, являвшегося русофилом, начал угрожать украинскому дипломату высылкой, если тот не прекратит свою деятельность.

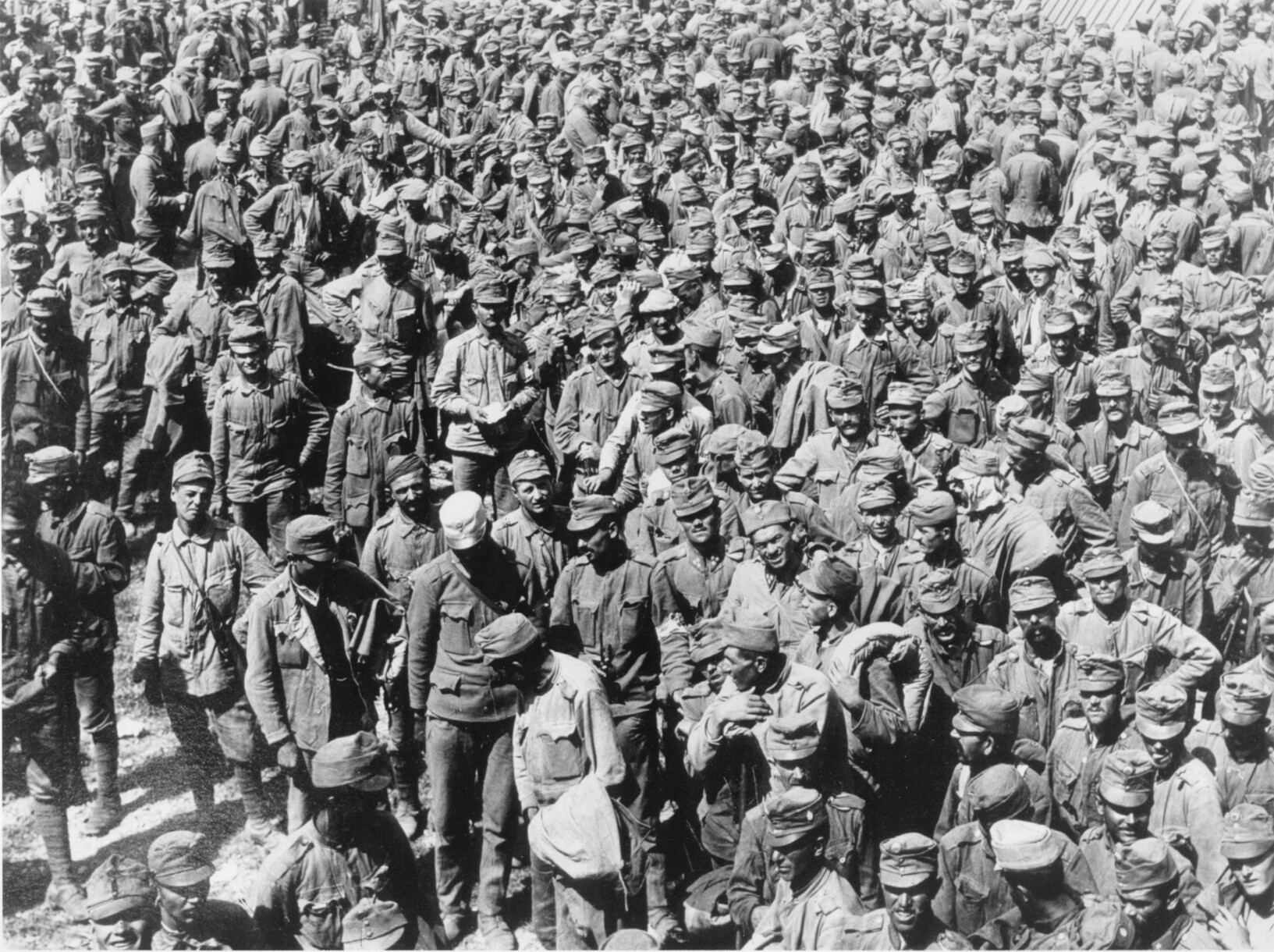
Австро-венгерские военнопленные после битвы при Пьяве. Королевство Италия, 1918 год

Параллельно с деятельностью украинской миссии отношения с Италией пыталось наладить и непосредственно руководство УНР. 18—20 мая 1919 года прошли переговоры между Главным верховным командованием Армии Италии и индустриальным синдикатом «Морган, Витмор и К°», с одной стороны, и главой Директории УНР Симоном Петлюрой и членом Директории УНР Андреем Макаренко, с другой. На них было обсуждено развитие торговых отношений между двумя странами и дальнейшая судьба около 130 000 украинцев-военнопленных из бывшей Австро-венгерской армии, находившихся в Италии в более чем 20 лагерях, а также согласованы следующее условия: 
- Главное верховное командование Итальянской армии выразило согласие касательно характера организации и вооружения пленных, и заявило о возможности их переправки своим водным и сухопутным транспортом в распоряжение УНР[5];
- «Морган, Витмор и К°» обязался на основании этого соглашения укомплектовать всем необходимым военным имуществом украинских пленных, а также обеспечить резервный запас данного имущества[5];
- Главное верховное командование Итальянской армии требовало, чтобы украинские пленные, как вновь организованная военная сила, использовались исключительно для борьбы с большевизмом[5];
- Все поставки товаров, а также обеспечение военнопленных обмундированием и амуницией, должны были оплачиваться следующим образом[5]:
  - Внесение задатка в лирах или леях;
  - Первую авансовую сумму необходимо было внести в государственный Национальный банк в Неаполе;
  - Общий расчёт мог быть сделан путем товарообмена;
- Италия в качестве товара для товарообмена желала заполучить хлеб и другие продукты, для регламентации цен на которые необходимо было создать смешанную комиссию[5];
- Заявлялось о возможности немедленного начала отправки пленных и предоставления итальянских инструкторов для них[5];
- Синдикат брал на себя обязательство по предварительному согласию представить все необходимые товары для армии та мирного населения, а также брал на себя ответственность за их транспортировку до указанных границ[5];
- Итальянская сторона ставила условием подписания соглашения прибытие украинских представителей в Неаполь не позднее 29 мая 1919 года[5].

Однако подписание прелимитарных условий было сорвано — Всеволод Голубович получил полномочия на ведение переговоров от лица Правительства УНР только 28 мая, а полковник Пётр Болбочан, который должен был заниматься организацией военнопленных, и вовсе был арестован в связи с участием в заговоре против Петлюры.

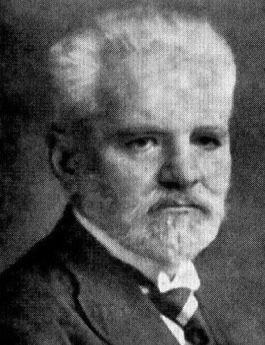
Глава дипломатической миссии УНР в Королевстве Италия Дмитрий Антонович

Несмотря на провал подписания соглашения и противодействие пророссийских сил за лето 1919 года украинская миссия в Италии добилась значительных успехов. Мазуренко заручился поддержкой предпринимателей Неаполя, которые предложили свои услуги для открытия Итало-Украинской коммерческой палаты. Сразу после этого он получил приглашение на аудиенцию к министру продовольственных дел Муриялди, которому передал финансово-экономический меморандум. Министр Муриялди заинтересовал украинским вопросом министра торговли и промышленности Данте Феррариса, который 21 июля официальным письмом пригласил Василия Мазуренко посетить своё министерство — это было первое официальное приглашение, где миссия начала именоваться дипломатической, а её председатель — министром. Министр Феррарис, в свою очередь, заявил, что является сторонником независимой Украины, но немедленное признание её независимости зависит во многом от тех практических последствий, которые будут иметь для Италии экономические отношения с УНР. В это же время в поддержку признания независимости Украины выступила Итальянская народная партия, имевшая 106 депутатов в итальянском парламенте. Кроме того изменилась позиция итальянской прессы, которая заинтересовалась украинскими событиями и благосклонно отзывалась о борьбе УНР за независимость. Следствием данных событий стал официальный приём прибывшего в Рим главы Украинской дипломатической миссии Дмитрия Антоновича в Министерстве иностранных дел Италии. По его итогам миссии было разрешено вывесить соответствующие вывески на своих помещениях, подавать ноты и официальные заявления в МИД Италии, а на Антоновича, как реального представителя Правительства УНР, возложена ответственность за всех украинских граждан, которые приезжали в Королевство Италия. Помимо этого были наказаны чиновники итальянского МИДа, которые противодействовали украинскому представительству — Мандзони был уволен, а Майони получил выговор и был отстранён от украинских дел. Однако Украине не удалось сформировать из военнопленных украинском новые части армии УНР, так как максимум на что пошло итальянское правительство — разрешило украинцам из Галиции и Буковины с сентября 1919 года выезжать в Польшу, Румынию или в белую Россию в распоряжение Колчака или Деникина. Побывавший 23 марта 1920 года на приёме у министра иностранных дел Италии Витторио Шалоя представитель УНР в Великобритании Арнольд Марголин также получил заверения в поддержке независимости УНР, однако не добился прогресса в вопросе военнопленных.
С лета 1920 года Правительство Италии и её парламент взяли курс на фактическое признание Советской России. В общем пылу поддержки российского пролетариата лишь Итальянская народная партия призвала различать «Россию севера — Россию Москвы и России юга — Россию Киева, Украины, между которыми существует более глубокая разница в языке, в обычаях, социальной структуре, чем между Францией и Италией». Также продолжали публиковаться благосклонные к Украине статьи в итальянской прессе. Однако, исходя из того, что украинский хлеб, украинский уголь и украинском железо на тот момент реально могли поставить лишь большевики, уже в 1921 году Правительство Италии пошло на заключение официального соглашения и установление отношений с Советской Украиной.
Представители Украины при правительстве Королевства Италия:
- Николай Шраг. Назначен в апреле 1918 года, не приступил к исполнению обязанностей[5].

Главы дипломатической миссии УНР в Королевстве Италия:
- Василий Мазуренко. Исполняющий обязанности, приступил к исполнению обязанностей в мае 1919 года[5].
- Дмитрий Антонович. Приступил к исполнению обязанностей в сентябре 1919 года[5].

Генеральные консулы Италии в Одессе:
- граф Юлиан де Визарт. Продолжил исполнять обязанности после провозглашения УНР[3].
- маркиз Пьетро Тамази дела Торрета. Назначен в январе 1918 года[3].
- Артуро Маффей. Назначен в октябре 1919 года[3].

Консулы Италии в Киеве:
- Карл Фишман[укр.]. Продолжил исполнять обязанности после провозглашения УНР[3].

Консулы Италии в Николаеве:
- де Кирико. Продолжил исполнять обязанности после провозглашения УНР[3].

### В период Украинской ССР

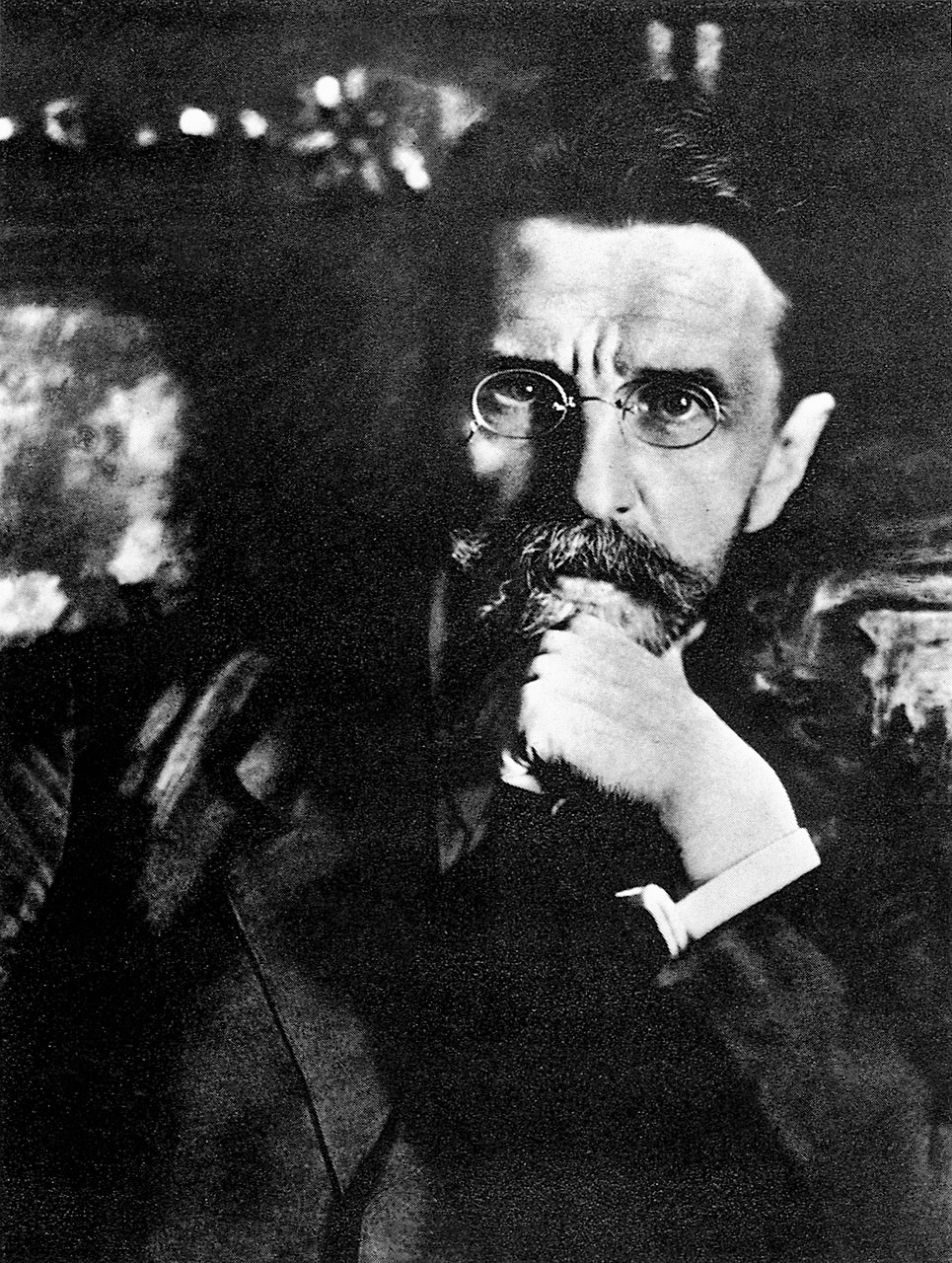
Полпред и торгпред УССР в Королевстве Италия Вацлав Воровский

В начале 1919 года, после занятия большевиками Киева и Одессы, новые власти выдвинули требование к находящимся в данных городах иностранным дипломатам, в числе которых был и консул Италии, выяснить готовность их правительств к официальному признанию Украинской Социалистической Советской Республики. К 1 мая 1919 года итальянский консул получил официальный ответ, который оказался негативным, после чего большевики лишили его дипломатического иммунитета и закрыли консульство.
В 1921 году УССР предпринял попытку наладить отношения с Королевством Италия. 26 декабря 1921 года полномочный представитель и торгпред Российской СФСР в Италии Вацлав Воровский подписал от имени УССР «Предварительное торговое соглашение» с итальянскими представителями. Им стороны установили торговые отношения, утвердили ряд взаимных торговых свобод и условились обменятся аккредитованными торговыми агентами с правом дипломатического иммунитета и визирования загранпаспорта лиц, которые намеревались въехать на территорию их страны. По договоренности сторон правительство УССР отказалось от имущества Российской империи и украинских национальных правительств, которым они владели в Италии, а итальянское правительство — от имущества, которым владело на Украине, когда та входила в состав Российской империи и была под властью национальных правительств. Также возобновлялся обмен почтовой и телеграфной корреспонденцией. Соглашение предусматривало дальнейшее заключение политического договора между сторонами, однако он подписан не был — УССР получил признание со стороны Италии только де-факто. Не смотря на это 14 января 1922 года Вацлав Воровский был по совместительству назначен полпредом и торгпредом УССР в Италии, а торговым представителем Италии в РСФСР и УССР был назначен Джованни Амадори. Итальянские консульские отделения были открыты в Харькове, Киеве и Одессе.
Полномочные представители УССР в Королевстве Италия:
- Вацлав Воровский, по совместительству полномочный представитель РСФСР в Королевстве Италия. Назначен 14 января 1922 года[7][8].

Торговые представители УССР в Королевстве Италия:
- Вацлав Воровский, по совместительству торговый представитель РСФСР в Королевстве Италия. Назначен 14 января 1922 года[8];
- Абрам Файнштейн, по совместительству торговый представитель РСФСР в Королевстве Италия. Назначен в 1922 году[8].

Торговые представители Королевства Италия в УССР:
- Джованни Амадори, по совместительству торговый представитель Королевства Италия в РСФСР. Назначен после 26 декабря 1921 года[8].

Межправительственные договоры:
- Предварительное торговое соглашение от 26 декабря 1921 года[8].

## Современный период
В марте 2012 года заместители министров иностранных дел в Риме провели двусторонние политические консультации, а в июне Министр иностранных дел Украины Константин Грищенко встретился в Триесте с заместителем Министра иностранных дел Италии Г. Дассу, встреча проходила в рамках заседания министров иностранных дел государств-членов ЦЕИ
21 февраля 2023 года Джорджа Мелони совершила официальный визит в Киев с целью поддержки Украины в текущих событиях, и непосредственно на месте выяснения нужд населения для предоставления помощи.

## В области экономики
В 2012 году Италия входила в десятку главных торговых партнеров Украины. Согласно данным Госстата Украины, в 2011 году экспорт товаров и услуг в Италию составил $3,2 млрд (увеличение по сравнению с предыдущим годом на 24 %). Украина экспортировала в Италию товары металлургической промышленности, агропромышленного комплекса, машиностроения и химической промышленности. Украина импортировала товаров на $2,1 млрд (увеличение по сравнению с предыдущим годом на 45 %): машиностроение, трикотаж, товары металлургической промышленности. Внешнеторговый оборот Украины с Италией в 2011 году составил $5,2 млрд (положительное сальдо для Украины — $1,1 млрд).
Италия среди 123 стран-инвесторов по объёмам инвестиций в украинскую экономику заняла 12 место, вложив состоянию на 1 октября 2012 года $975,7 млн (то есть 1,9 % от всех инвестиций).
Развитию экономических отношений между странами способствуют международные торговые организации, такие как Торгово-промышленная палата Италии на Украине. Целью организации является поддержка процесса интернационализации украинских и итальянских предприятий.

## В области образования
Сотрудничество между Украиной и Италией в образовательной сфере определяется «Соглашением о сотрудничестве в области образования, культуры и науки» от 11 ноября 1997 года. По состоянию на 2013 год украинские и итальянские научно-исследовательские учреждения и университеты заключили 48 соглашений, регулирующих сотрудничество в различных областях науки.
В Италии также устраиваются Дни Украины в Риме, Фестиваль украинского народного творчества «Ветка калины», отмечаются Шевченковские дни в Риме.